# Муткайоки
Муткайоки (устар. Мутка-йоки) — река в России, протекает по территории Лоухского района Карелии. Длина реки — 17 км.
Река берёт начало из озера Пиени-Нупаярви на высоте 307,8 м над уровнем моря.
Река в общей сложности имеет десять малых притоков суммарной длиной 12 км. Один из притоков — левый — течёт из озера Нупаярви.
Впадает в озеро Паанаярви на высоте 136,6 м над уровнем моря.
На реке расположен водопад «Муткакоски» общей высотой падения 7 м.

## Данные водного реестра
По данным государственного водного реестра России относится к Баренцево-Беломорскому бассейновому округу, водохозяйственный участок реки — Ковда от истока до Кумского гидроузла, включая озёра Пяозеро, Топозеро. Речной бассейн реки — бассейны рек Кольского полуострова и Карелии, впадает в Белое море.